# Кармен возвращается на родину
«Кармен возвращается на родину», иной перевод названия — «Кармен возвращается домой»; (яп. カルメン故郷に帰る, карумэн кокё-ни каэру; англ. Carmen Comes Home) — японская музыкальная комедия режиссёра Кэйсукэ Киноситы, вышедшая на экран в 1951 году. Первый японский цветной художественный фильм, снятый на плёнке фирмы «Фудзи». Фильм снят в ознаменование 30-летия студии «Сётику» как тонкая сатира о влиянии послевоенной американской культуры на японцев. Главная героиня — стриптизёрша, которая вызывает водоворот страстей при посещении своей консервативной провинциальной родины. Новые технологии Fujicolor привлекательно показали оттенки горной местности, а Киносита выразил беспристрастное сочувствие, как к трансгрессивной героине, так и к бедным обывателям провинции. 

## Сюжет
Окин, родившаяся и выросшая в деревне у подножия горы Асама в префектуре Гумма когда-то сбежала в Токио и стала стриптизёршей под именем Лили Кармен. Она считает, что стриптиз, который завораживает мужчин, является искусством и не сомневается в этом. Однажды Окин присылает отцу телеграмму, извещающую о её приезде в родную деревню на несколько дней. Когда Окин со своей подругой Маей Акэми приезжают, сельские жители смотрят на них по-разному: некоторые восхищаются, другие с ревностью, иные шокированы вызывающими нарядами и нестандартным поведением девушек. Окин стала восприниматься односельчанами кем-то вроде звезды, «великого художника» и «знаменитой танцовщицы», или как даже некоторые поговаривают: её артистизм распространяет «японскую культуру» в массы. Кажется, что немногие понимают, что Кармен, по сути, стриптизёрша.
Сельчане встречают Кармен под звук фанфар. И хотя Юки, деревенская сестра Кармен, в восторге от её триумфального возвращения, но вот их отец Сёити не очень приветлив к приехавшей дочери. Он не может простить её бегство в город, её неподобающее занятие, которое некоторые из односельчан, тем не менее, именуют «искусством». Отец подозревает, что голова Окин была покалечена коровой, когда дочь была ещё ребёнком и из-за этого она теперь слабоумна. Приехавшие Кармен и её подруга Мая весело проводят время в живописной местности, бегают по горам, где поют и танцуют, привлекая своим «искусством» разве что пасущихся здесь коров и лошадей. «Если это искусство, — говорит отец, — я лучше посмотрю на лошадей и свиней».
Во время ежегодных школьных спортивных соревнований местный коммерсант Марудзю попытался взять за руку Маю Акэми, но испуганная девушка кричит, срывая при этом лиричное исполнение песни, сочинённой и исполняемой Харуо Тагути, бывшим школьным учителем, ослепшем во время войны. Сорвано торжественное мероприятие. Но у Кармен есть шанс искупить свою вину, когда она и ее подруга решают показать платное стриптиз-шоу в старом сарае, чтобы собрать деньги для нужд обедневшей деревни. На следующий день Кармен с подругой Акэми покидают селение и уезжают назад в Токио.

## В ролях
- Хидэко Такаминэ — Окин Аояма, она же Лили Кармен
- Сюдзи Сано — Харуо Тагути, слепой композитор
- Тисю Рю — староста деревни (бывший директор школы)
- Такэси Сакамото — Сёити Аояма, отец Окин
- Кунико Игава — Мицуко Тагути, жена Харуо
- Бонтаро Миакэ — Марудзю, деревенский коммерсант
- Кэйдзи Сада — господин Огава, школьный учитель
- Тосико Кобаяси — Мая Акэми, подруга Окин
- Кодзи Мицуи — Ока, наёмный работник Марудзю
- Юко Мотидзуки (в титрах — Мико Мотидзуки) — Юки Аояма, сестра Окин
- Ёсиндо Ямадзи (в титрах — Ёсито Ямадзи) — деревенский парень
- Эйтаро Одзава (в титрах — Сакаэ Одзава) — Дзюдзо Маруно

## Премьеры

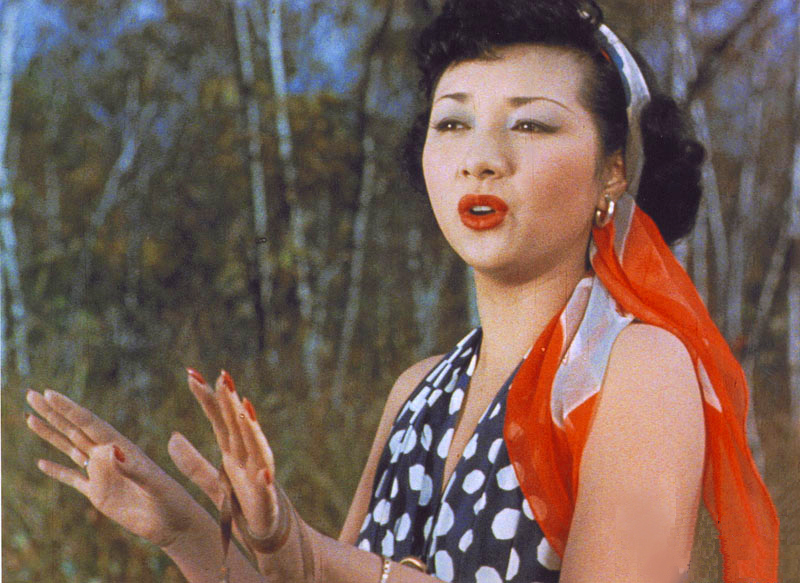
Хидэко Такаминэ в кадре из фильма «Кармен возвращается на родину» (1951), реж. Кэйсукэ Киносита

- — национальная премьера фильма состоялась 21 марта 1951 года[1].
- — впервые показан на американском континенте 22 декабря 1959 года в Нью-Йорке[2].
- — европейская премьера прошла в Париже 2 июня 1993 года[2].

## Награды и номинации
Кинопремия «Майнити»
- 6-я церемония вручения премии (1952)[3]

Выиграны:
- Премия за лучший сценарий — Кэйсукэ Киносита.

Кинопремия «Кинэма Дзюмпо» (1952)
Номинация:
- за лучший фильм 1951 года, однако по результатам голосования кинолента заняла 4 место.

## О фильме
Первый цветной фильм Киноситы был также первой кинолентой Японии в цвете, использующей отечественную киноплёнку фирмы Fujicolor. Горная постановка фильма была продиктована практическими требованиями, поскольку, как оказалось, процесс съёмки в цвете обеспечивал лучшее качество изображения в естественном свете, и, конечно же, изысканные горные пейзажи являются одним из основных привлекательных моментов картины.
По иронии судьбы, за пределами крупных городов не многие японцы на самом деле смогли увидеть фильм в цвете на премьере. Процесс создания печати фильмокопий был настолько дорогим и трудоёмким, что было сделано только несколько цветных копий, и поначалу их показали только в Токио, Йокогаме, Нагое, Осаке и Киото. В большинстве же провинциальных городов и тем более в посёлках и деревнях на премьерных показах демонстрировались чёрно-белые версии. 